# Godardia intermedia
Godardia intermedia är en fjärilsart som beskrevs av James John Joicey och Talbot 1921. Godardia intermedia ingår i släktet Godardia och familjen praktfjärilar. Inga underarter finns listade i Catalogue of Life.